# Памятник Болеславу Храброму (Вроцлав)
Памятник Болеславу I Храброму (пол. Pomnik Bolesława Chrobrego we Wrocławiu) — монументальная конная стату князя (992—1025) и первого короля Польши (1025), князя Чехии в 1003—1004 годах, установленная 15 сентября 2007 года во Вроцлаве на ул. Свидницкой.
Авторы памятника — Дорота Коженевская, Гражина Яскирская, Мацей Альбжиковский.
Памятник является первой конной статуей в послевоенном Вроцлаве (ранее Бреслау), до того на его месте до 1945 года находился памятник императору Германии Вильгельму I.

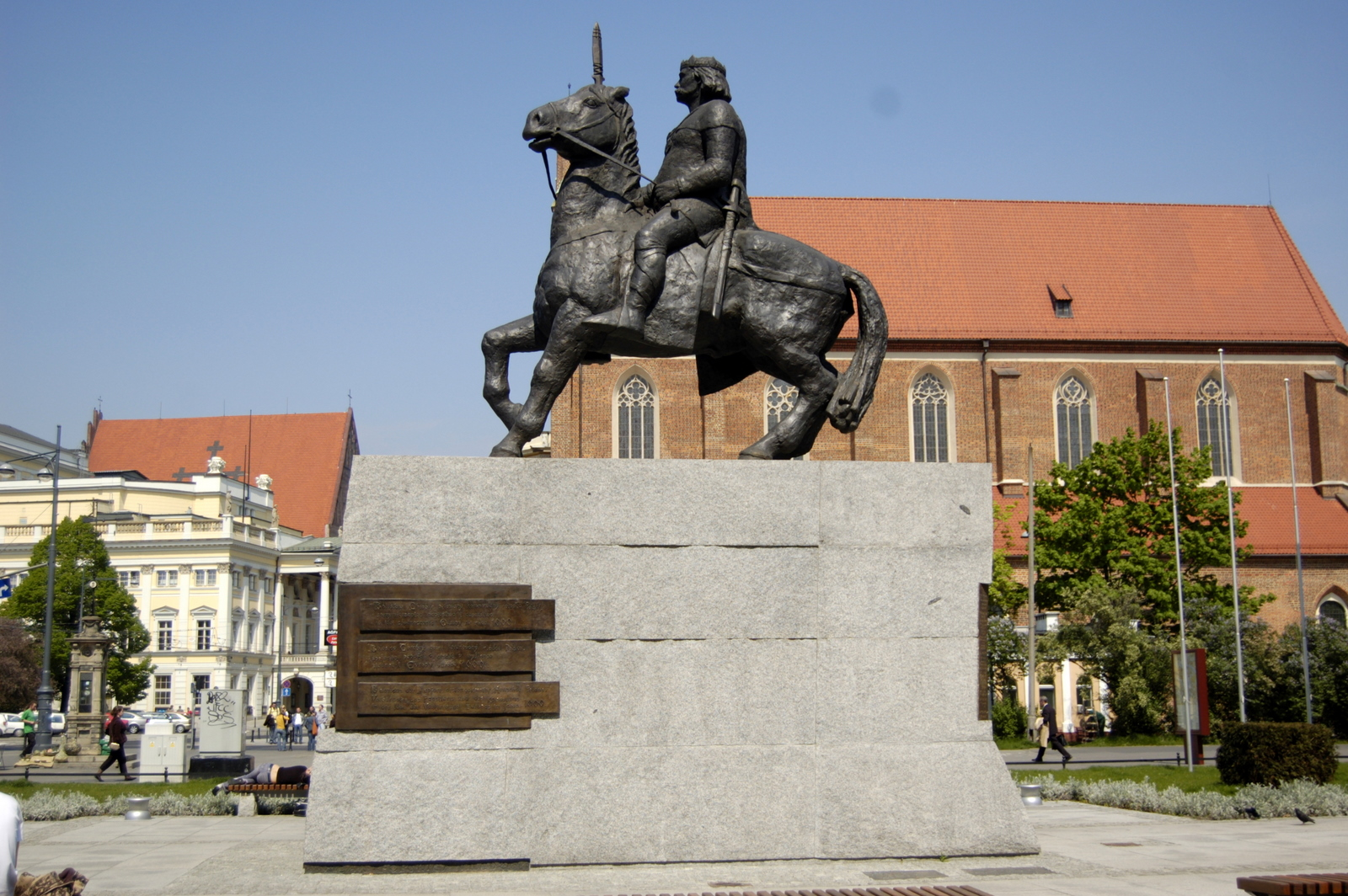

Общая высота памятника составляет 10 м. Фигура короля с лошадью, изготовленная из бронзы, весит около 6,5 тонн.
Король Болеслав Храбрый держит в руке копию легендарного Венского копья, символ императорской власти. Пьедестал окружает бронзовая лента с текстом на польском, немецком и чешском языках, картой Европы 1000 года и барельефами Папы римского Сильвестра II, императора Священной Римской империи Оттона III и святого Войцеха.
Памятник Болеславу Храброму во Вроцлаве был установлен в связи с тем, что благодаря королю в 1000 году здесь было создано епископство, которое способствовало ускоренному развитию города, ставшего столицей региона.